# چنی (صربستان)
چنی (به صربی: Čenej) یک روستا در صربستان است که در ناحیه باچکای جنوبی واقع شده‌است. چنی ۸۶٫۱۱ کیلومتر مربع مساحت دارد.